# Monster Energy Nascar Cup Series 2019
Monster Energy Nascar Cup Series 2019 var den 71:a upplagan av den främsta divisionen av professionell stockcarracing i USA och arrangeras av National Association for Stock Car Auto Racing. 2019 var det tredje och sista året med Monster Energy som huvudsponsor.
Tävlingskalendern för 2019 var den samma som året innan och säsongen startade på Daytona International Speedway med uppvisningsloppen Advance Auto Parts Clash 10 februari och Gander RV Duel 14 februari, vilket även var slutkval till den 61:a upplagan av Daytona 500. Säsongen avslutades 17 november på Homestead-Miami Speedway med Ford Ecoboost 400. Titelförsvarare var Joey Logano och Team Penske.

## Regeländringar
För att få bukt med fusk hade Nascar inför 2019 års säsong beslutat att strama åt reglerna gällande efterkontroll av bilarna. I stället för att som tidigare inspektera bilarna dagarna efter loppet skulle kontroll ske direkt i anslutning till målgång. Segraren, tvåan samt en slumpvis utvald bil skulle kontrolleras. Eventuella team som ertappats med att ha brutit mot de tekniska regelverken skulle fråntas segern, prispengar samt poäng. Endast en poäng för sista plats skulle delas ut. Tidigare hade endast poängavdrag, böter och eventuell avstängning av depåpersonal varit aktuellt. Största orsaken till att Nascar gjort som man gjort tidigare är att man velat att publiken med säkerhet skulle veta vem som står som segrare när de går av banan.
Föraren kommer inte längre ha möjligheten att justera Panhardstaget inifrån kupén. Eventuella justeringar kommer endast kunna utföras av depåpersonal.

## Tävlingskalender
| Nr                                                                                 | Officiellt namn                        | Bana                                                   | Datum          | Tid (EST)  | TV-kanal |
| ---------------------------------------------------------------------------------- | -------------------------------------- | ------------------------------------------------------ | -------------- | ---------- | -------- |
|                                                                                    | Advance Auto Parts Clash               | Daytona International Speedway, Daytona Beach, Florida | 10 februari    | 15:00      | FS1      |
|                                                                                    | Gander RV Duel                         | Daytona International Speedway, Daytona Beach, Florida | 14 februari    | 19:00      | FS1      |
| 1                                                                                  | Daytona 500                            | Daytona International Speedway, Daytona Beach, Florida | 17 februari    | 14:30      | Fox      |
| 2                                                                                  | Folds of Honor Quiktrip 500            | Atlanta Motor Speedway, Hampton Georgia                | 24 februari    | 14:00      | Fox      |
| 3                                                                                  | Pennzoil 400                           | Las Vegas Motor Speedway, Las Vegas Nevada             | 3 mars         | 15:30      | Fox      |
| 4                                                                                  | Ticketguardian 500                     | ISM Raceway, Avondale, Arizona                         | 10 mars        | 15:30      | Fox      |
| 5                                                                                  | Auto Club 400                          | Auto Club Speedway, Fontana, Kalifornien               | 17 mars        | 15:30      | Fox      |
| 6                                                                                  | STP 500                                | Martinsville Speedway, Ridgeway, Virginia              | 24 mars        | 14:00      | FS1      |
| 7                                                                                  | O'Reilly Auto Parts 500                | Texas Motor Speedway, Fort Worth, Texas                | 31 mars        | 15:00      | Fox      |
| 8                                                                                  | Food City 500                          | Bristol Motor Speedway, Bristol, Tennessee             | 7 april        | 14:00      | Fox      |
| 9                                                                                  | Toyota Owners 400                      | Richmond Raceway, Richmond, Virginia                   | 13 april       | 18:30      | Fox      |
| 10                                                                                 | Geico 500                              | Talladega Superspeedway, Lincoln, Alabama              | 28 april       | 14:00      | Fox      |
| 11                                                                                 | Gander RV 400                          | Dover International Speedway, Dover Delaware           | 5 6 maja       | 14:0012:00 | FS1      |
| 12                                                                                 | Digital Ally 400                       | Kansas Speedway, Kansas City Kansas                    | 11 maj         | 19:30      | FS1      |
|                                                                                    | Monster Energy Open                    | Charlotte Motor Speedway, Concord, North Carolina      | 18 maj         | 18:00      | FS1      |
|                                                                                    | Monster Energy Nascar All-Star Race    | Charlotte Motor Speedway, Concord, North Carolina      | 18 maj         | 20:00      | FS1      |
| 13                                                                                 | Coca-Cola 600                          | Charlotte Motor Speedway, Concord, North Carolina      | 26 maj         | 18:00      | Fox      |
| 14                                                                                 | Pocono 400                             | Pocono Raceway, Long Pond, Pennsylvania                | 2 juni         | 14:00      | FS1      |
| 15                                                                                 | Firekeepers Casino 400                 | Michigan International Speedway, Brooklyn, Michigan    | 9 juni         | 14:00      | FS1      |
| 16                                                                                 | Toyota/Save Mart 350                   | Sonoma Raceway, Sonoma, Kalifornien                    | 23 juni        | 15:00      | FS1      |
| 17                                                                                 | Camping World 400                      | Chicagoland Speedway, Joliet, Illinois                 | 30 juni        | 15:00      | NBCSN    |
| 18                                                                                 | Coke Zero Sugar 400                    | Daytona International Speedway, Daytona Beach, Florida | 6 7 julib      | 19:3013:00 | NBC      |
| 19                                                                                 | Quaker State 400 presented by Walmart  | Kentucky Speedway, Sparta, Kentucky                    | 13 juli        | 19:30      | NBCSN    |
| 20                                                                                 | Foxwoods Resort Casino 301             | New Hampshire Motor Speedway, Loudon, New Hampshire    | 21 juli        | 15:00      | NBCSN    |
| 21                                                                                 | Gander RV 400                          | Pocono Raceway, Long Pond, Pennsylvania                | 28 juli        | 15:00      | NBCSN    |
| 22                                                                                 | Go Bowling at The Glen                 | Watkins Glen International, Watkins Glen, New York     | 4 augusti      | 15:00      | NBCSN    |
| 23                                                                                 | Consumers Energy 400                   | Michigan International Speedway, Brooklyn, Michigan    | 11 augusti     | 15:00      | NBCSN    |
| 24                                                                                 | Bass Pro Shops NRA Night Race          | Bristol Motor Speedway, Bristol, Tennessee             | 17 augusti     | 19:30      | NBCSN    |
| 25                                                                                 | Bojangles' Southern 500                | Darlington Raceway, Darlington, South Carolina         | 1 september    | 18:00      | NBC      |
| 26                                                                                 | Big Machine Vodka 400 at the Brickyard | Indianapolis Motor Speedway, Speedway, Indiana         | 8 september    | 14:00      | NBC      |
| Nascar playoffs                                                                    |                                        |                                                        |                |            |          |
| Första elimineringsrundan med 16 förare kvar med möjlighet att vinna mästerskapet. |                                        |                                                        |                |            |          |
| 27                                                                                 | South Point 400                        | Las Vegas Motor Speedway, Las Vegas, Nevada            | 15 september   | 19:00      | NBCSN    |
| 28                                                                                 | Federated Auto Parts 400               | Richmond Raceway, Richmond, Virginia                   | 21 september   | 19:30      | NBCSN    |
| 29                                                                                 | Bank of America Roval 400              | Charlotte Motor Speedway, Concord, North Carolina      | 29 september   | 14:30      | NBC      |
| Andra elimineringsrundan med 12 förare kvar med möjlighet att vinna mästerskapet.  |                                        |                                                        |                |            |          |
| 30                                                                                 | Drydene 400                            | Dover International Speedway, Dover, Delaware          | 6 oktober      | 14:30      | NBCSN    |
| 31                                                                                 | 1000bulbs.com 500                      | Talladega Superspeedway, Lincoln, Alabama              | 13-14 oktoberc | 14:00      | NBC      |
| 32                                                                                 | Hollywood Casino 400                   | Kansas Speedway, Kansas City, Kansas                   | 20 oktober     | 14:30      | NBC      |
| Tredje elimineringsrundan med 8 förare kvar med möjlighet att vinna mästerskapet.  |                                        |                                                        |                |            |          |
| 33                                                                                 | First Data 500                         | Martinsville Speedway, Ridgeway, Virginia              | 27 oktober     | 15:00      | NBCSN    |
| 34                                                                                 | AAA Texas 500                          | Texas Motor Speedway, Fort Worth, Texas                | 3 november     | 15:00      | NBCSN    |
| 35                                                                                 | Bluegreen Vacations 500                | ISM Raceway, Avondale, Arizona                         | 10 november    | 14:30      | NBC      |
| Finallopp med 4 förare kvar med möjlighet att vinna mästerskapet.                  |                                        |                                                        |                |            |          |
| 36                                                                                 | Ford Ecoboost 400                      | Homestead-Miami Speedway, Homestead, Florida           | 17 november    | 15:00      | NBC      |

- ^a  – Loppet framskjutet från söndag till måndag på grund av regn.[16]
- ^b  – Loppet framskjutet från lördag till söndag på grund av regn.[17]
- ^c  – Loppet avbröts efter 57 varv på grund av regn. Resterande varv kördes dagen efter.[18]

## Resultat
| Nr | Tävling                                | Pole position   | Flest ledda varv | Vinnare          | Konstruktör | Rapport |
| -- | -------------------------------------- | --------------- | ---------------- | ---------------- | ----------- | ------- |
| U  | Advance Auto Parts Clash               | Paul Menard     | Paul Menard      | Jimmie Johnson   | Chevrolet   | Rapport |
| KV | Gander RV Duel 1                       | William Byron   | Kevin Harvick    | Kevin Harvick    | Ford        | Rapport |
| KV | Gander RV Duel 2                       | Alex Bowman     | Clint Bowyer     | Joey Logano      | Ford        | Rapport |
| 1  | Daytona 500                            | William Byron   | Matt DiBenedetto | Denny Hamlin     | Toyota      | Rapport |
| 2  | Folds of Honor Quiktrip 500            | Aric Almirola   | Kyle Larson      | Brad Keselowski  | Ford        | Rapport |
| 3  | Pennzoil 400                           | Kevin Harvick   | Kevin Harvick    | Joey Logano      | Ford        | Rapport |
| 4  | Ticketguardian 500                     | Ryan Blaney     | Kyle Busch       | Kyle Busch       | Toyota      | Rapport |
| 5  | Auto Club 400                          | Austin Dillon   | Kyle Busch       | Kyle Busch       | Toyota      | Rapport |
| 6  | STP 500                                | Joey Logano     | Brad Keselowski  | Brad Keselowski  | Ford        | Rapport |
| 7  | O'Reilly Auto Parts 500                | Jimmie Johnson  | Kyle Busch       | Denny Hamlin     | Toyota      | Rapport |
| 8  | Food City 500                          | Chase Elliott   | Ryan Blaney      | Kyle Busch       | Toyota      | Rapport |
| 9  | Toyota Owners 400                      | Kevin Harvick   | Martin Truex Jr. | Martin Truex Jr. | Toyota      | Rapport |
| 10 | Geico 500                              | Austin Dillon   | Chase Elliott    | Chase Elliott    | Chevrolet   | Rapport |
| 11 | Gander RV 400                          | Chase Elliott   | Chase Elliott    | Martin Truex Jr. | Toyota      | Rapport |
| 12 | Digital Ally 400                       | Kevin Harvick   | Kevin Harvick    | Brad Keselowski  | Ford        | Rapport |
| U  | Monster Energy Open                    | Daniel Hemric   | Daniel Hemric    | Kyle Larson      | Chevrolet   | Rapport |
| U  | Monster Energy Nascar All-Star Race    | Clint Bowyer    | Kevin Harvick    | Kyle Larson      | Chevrolet   | Rapport |
| 13 | Coca-Cola 600                          | William Byron   | Martin Truex Jr. | Martin Truex Jr. | Toyota      | Rapport |
| 14 | Pocono 400                             | William Byron   | Kyle Busch       | Kyle Busch       | Toyota      | Rapport |
| 15 | Firekeepers Casino 400                 | Joey Logano     | Joey Logano      | Joey Logano      | Ford        | Rapport |
| 16 | Toyota/Save Mart 350                   | Kyle Larson     | Martin Truex Jr. | Martin Truex Jr. | Toyota      | Rapport |
| 17 | Camping World 400                      | Austin Dillon   | Kevin Harvick    | Alex Bowman      | Chevrolet   | Rapport |
| 18 | Coke Zero Sugar 400                    | Joey Logano     | Austin Dillon    | Justin Haley     | Chevrolet   | Rapport |
| 19 | Quaker State 400                       | Daniel Suarez   | Kyle Busch       | Kurt Busch       | Chevrolet   | Rapport |
| 20 | Foxwoods Resort Casino 301             | Brad Keselowski | Kyle Busch       | Kevin Harvick    | Ford        | Rapport |
| 21 | Gander RV 400                          | Kevin Harvick   | Kevin Harvick    | Denny Hamlin     | Toyota      | Rapport |
| 22 | Go Bowling at The Glen                 | Chase Elliott   | Chase Elliott    | Chase Elliott    | Chevrolet   | Rapport |
| 23 | Consumers Energy 400                   | Brad Keselowski | Brad Keselowski  | Kevin Harvick    | Ford        | Rapport |
| 24 | Bass Pro Shops NRA Night Race          | Denny Hamlin    | Matt DiBenedetto | Denny Hamlin     | Toyota      | Rapport |
| 25 | Bojangles' Southern 500                | William Byron   | Kyle Busch       | Erik Jones       | Toyota      | Rapport |
| 26 | Big Machine Vodka 400 at the Brickyard | Kevin Harvick   | Kevin Harvick    | Kevin Harvick    | Ford        | Rapport |
| 27 | South Point 400                        | Clint Bowyer    | Joey Logano      | Martin Truex Jr. | Toyota      | Rapport |
| 28 | Federated Auto Parts 400               | Brad Keselowski | Kyle Busch       | Martin Truex Jr. | Toyota      | Rapport |
| 29 | Bank of America Roval 400              | William Byron   | Chase Elliott    | Chase Elliott    | Chevrolet   | Rapport |
| 30 | Drydene 400                            | Denny Hamlin    | Denny Hamlin     | Kyle Larson      | Chevrolet   | Rapport |
| 31 | 1000bulbs.com 500                      | Chase Elliott   | Ryan Blaney      | Ryan Blaney      | Ford        | Rapport |
| 32 | Hollywood Casino 400                   | Daniel Hemric   | Denny Hamlin     | Denny Hamlin     | Toyota      | Rapport |
| 33 | First Data 500                         | Denny Hamlin    | Martin Truex Jr. | Martin Truex Jr. | Toyota      | Rapport |
| 34 | AAA Texas 500                          | Kevin Harvick   | Kevin Harvick    | Kevin Harvick    | Ford        | Rapport |
| 35 | Bluegreen Vacations 500                | Kyle Busch      | Denny Hamlin     | Denny Hamlin     | Toyota      | Rapport |
| 36 | Ford Ecoboost 400                      | Denny Hamlin    | Kyle Busch       | Kyle Busch       | Toyota      | Rapport |